# Michail Clodt von Jürgensburg

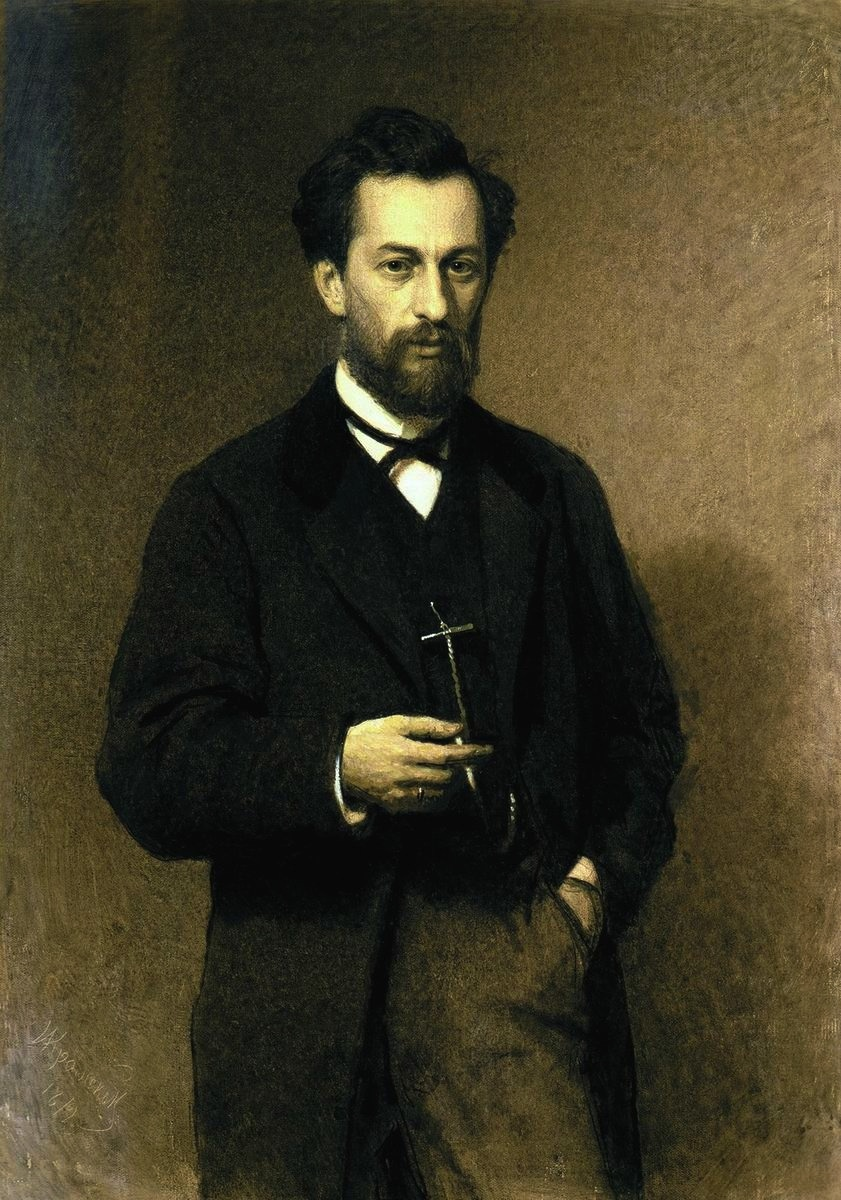
Iwan Kramskoi: Porträt von Michail Clodt

Baron Michail Konstantinowitsch Clodt von Jürgensburg (russisch Михаил Константинович Клодт фон Юргенсбург; * 30. Dezember 1832jul. / 11. Januar 1833greg. in Sankt Petersburg; † 16. Maijul. / 29. Mai 1902greg. in Sankt Petersburg) war ein russischer Landschaftsmaler, Mitglied der Peredwischniki-Gruppe.

## Leben
Er war Sohn des Generals der Artillerie und Amateur-Holzstechers Konstantin Clodt und Cousin des Bildhauers Peter Clodt. Er entstammte der baltendeutschen Adelsfamilie Clodt von Jürgensburg.
Als Jüngling lernte er Zeichnen im Kadettenkorps bei Iwan Chrutski, der seine Begabung erkannte.
1851–1858 studierte er Malerei an der Petersburger Kunstakademie. Für seine noch während des Studiums gemalten Bilder erhielt er zwei Goldmedaillen und einen dreijährigen Stipendiumaufenthalt in der Schweiz und in Frankreich, kehrte jedoch schon nach einem Jahr nach Sankt Petersburg zurück.
Für seine Landschaftsbilder mit Ansichten aus Westeuropa wurde er 1861 mit dem Titel eines Akademiemitglieds ausgezeichnet. Im gleichen Jahr begann er seine Studienreise durch Russland.
1870 gehörte Michail Clodt zu den Begründern der Peredwischniki-Gruppe. 1873 bis 1886 war er Professor an der Petersburger Kunstakademie. 1879 verließ er wegen eines Streites mit Archip Iwanowitsch Kuindschi die Peredwischniki-Gruppe. In den letzten Lebensjahren musste er wegen einer fortschreitenden Augenkrankheit das Malen unterlassen.
Die Malerei Michail Clodts war seit 1863 der Landschaft Russlands gewidmet. Auf seinen Reisen durch die Gouvernements Orlow, Tula und Smolensk entstanden zahlreiche lyrische Landschaftsbilder. Sein Bild „Auf dem durchpflügten Acker“ (1872) gilt als Vorbild der russischen Landschaftsmalerei dieser Epoche.

## Galerie

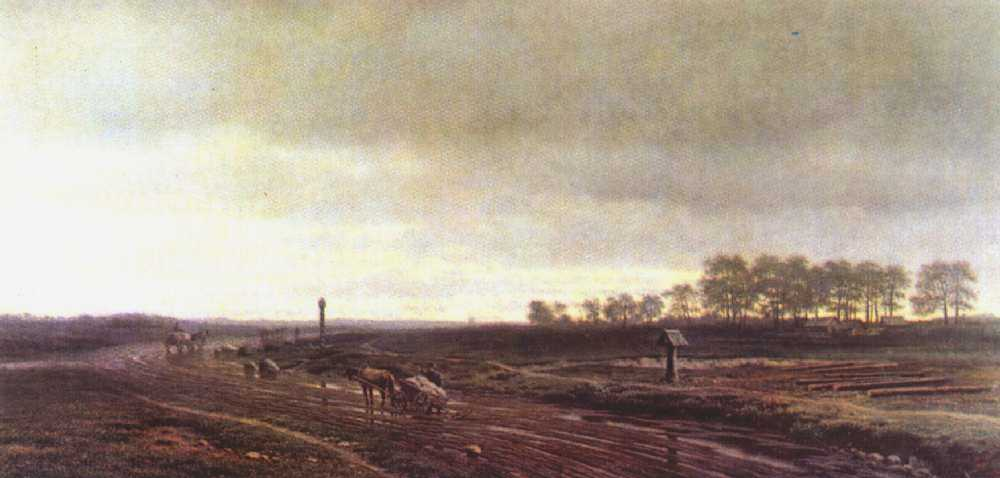
Weg im Herbst, 1863
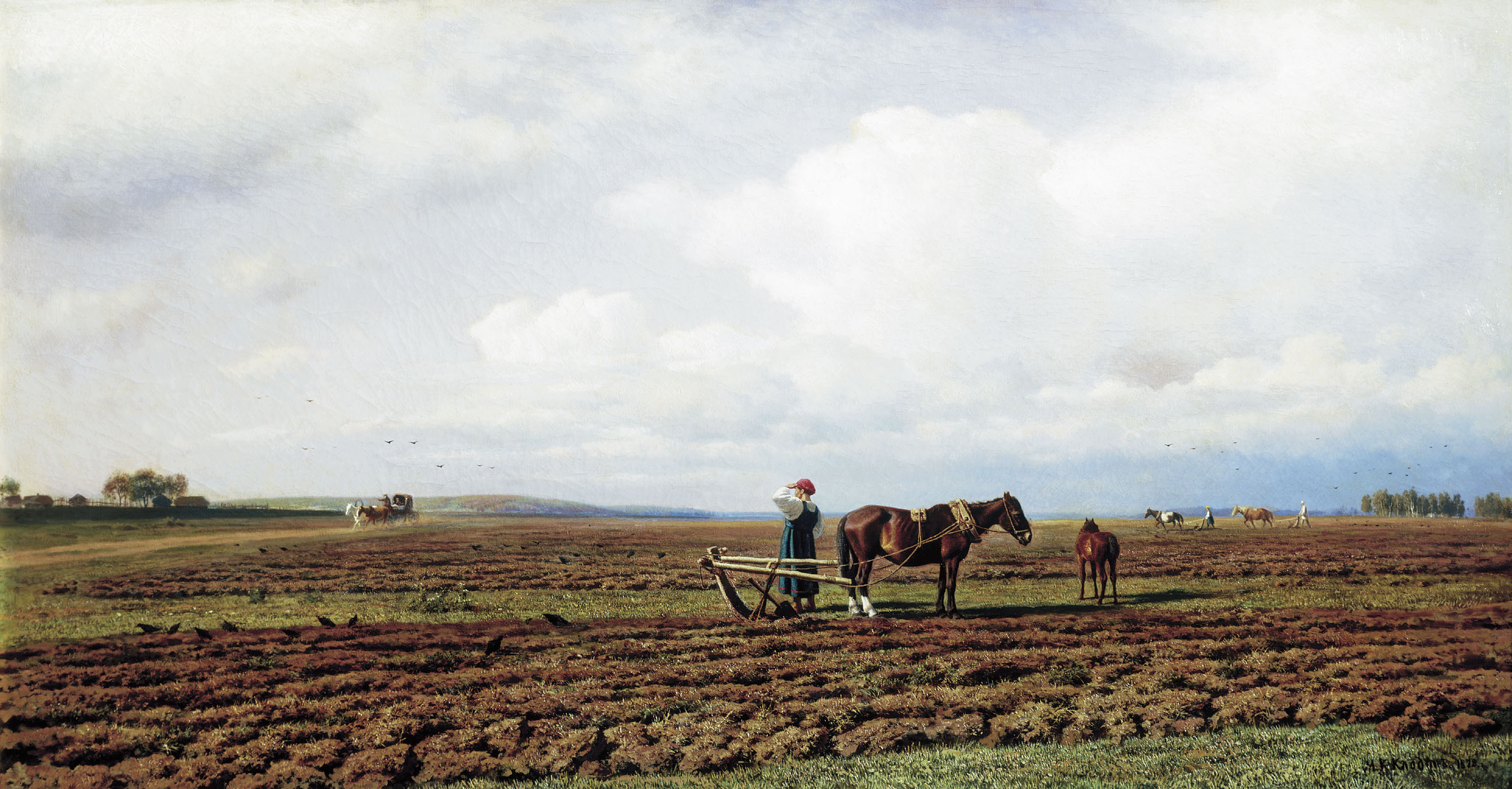
Auf dem durchpflügten Acker, 1872
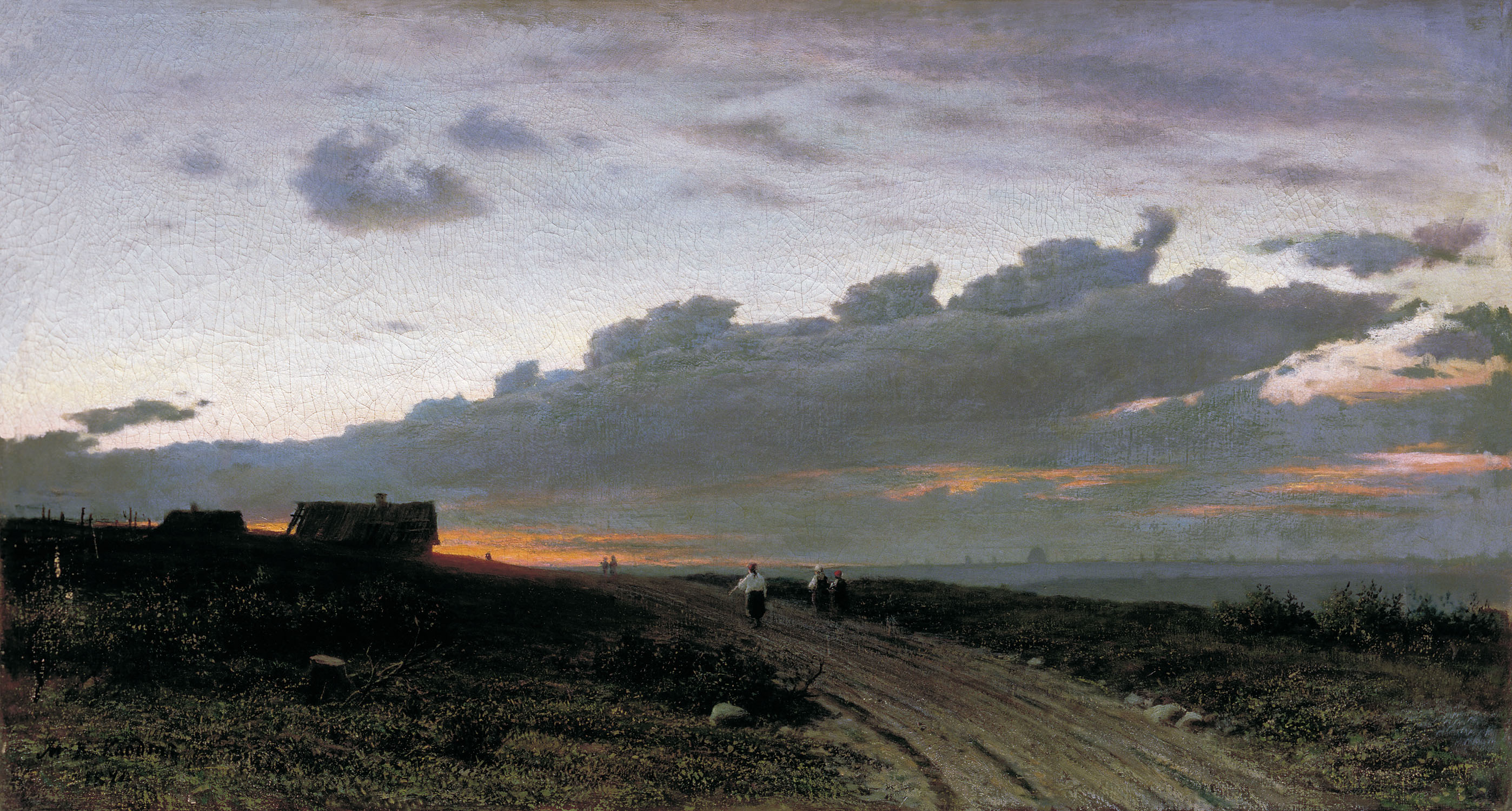
Abendstimmung, 1874
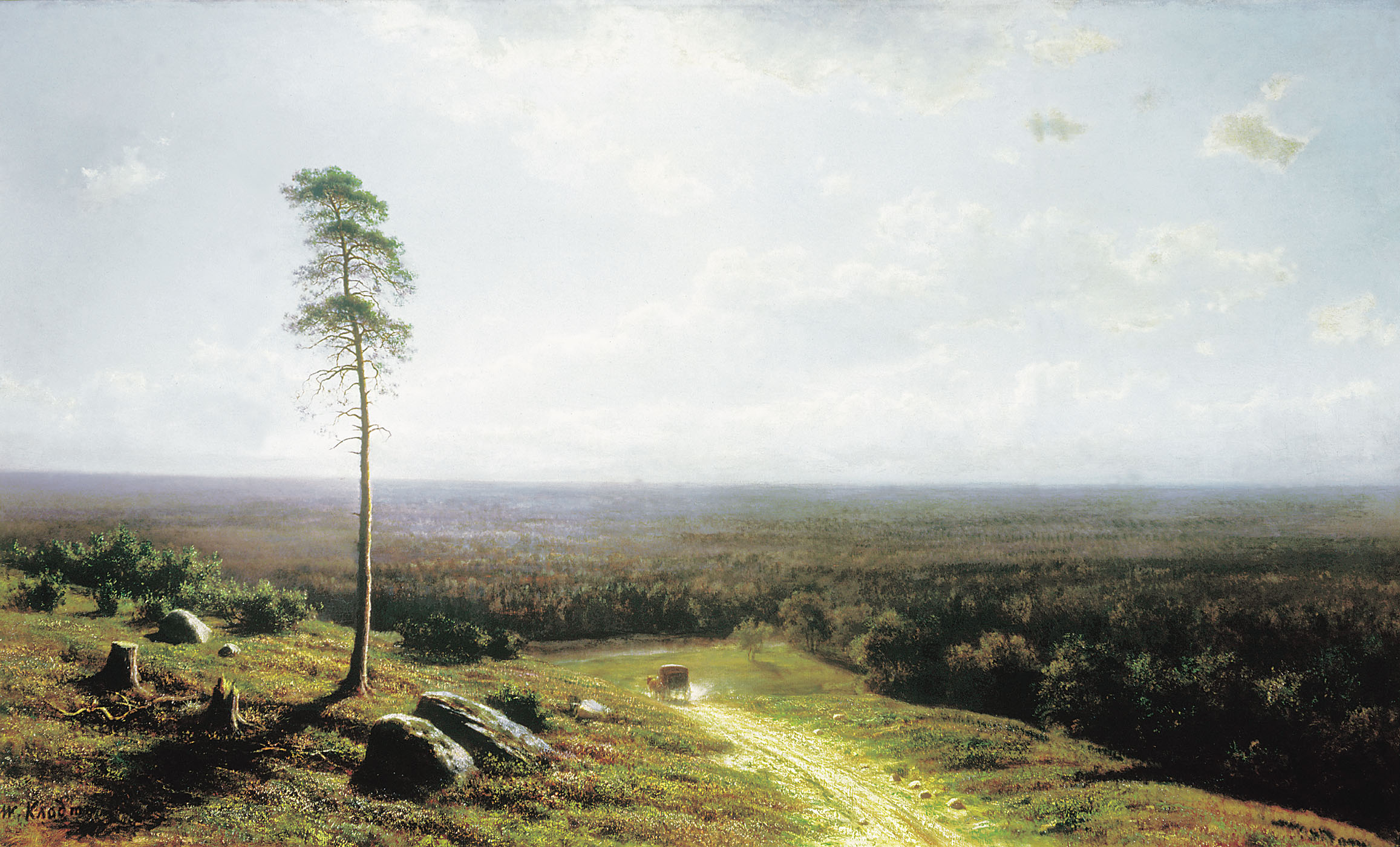
Ferner Wald in der Mittagszeit, 1878
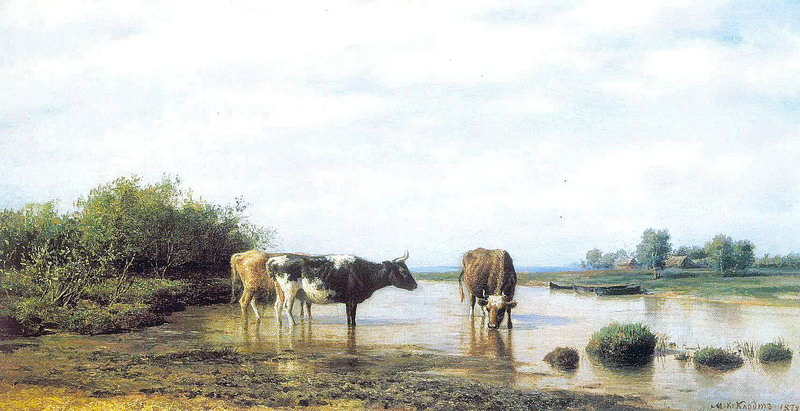
Kühe bei der Tränke, 1879
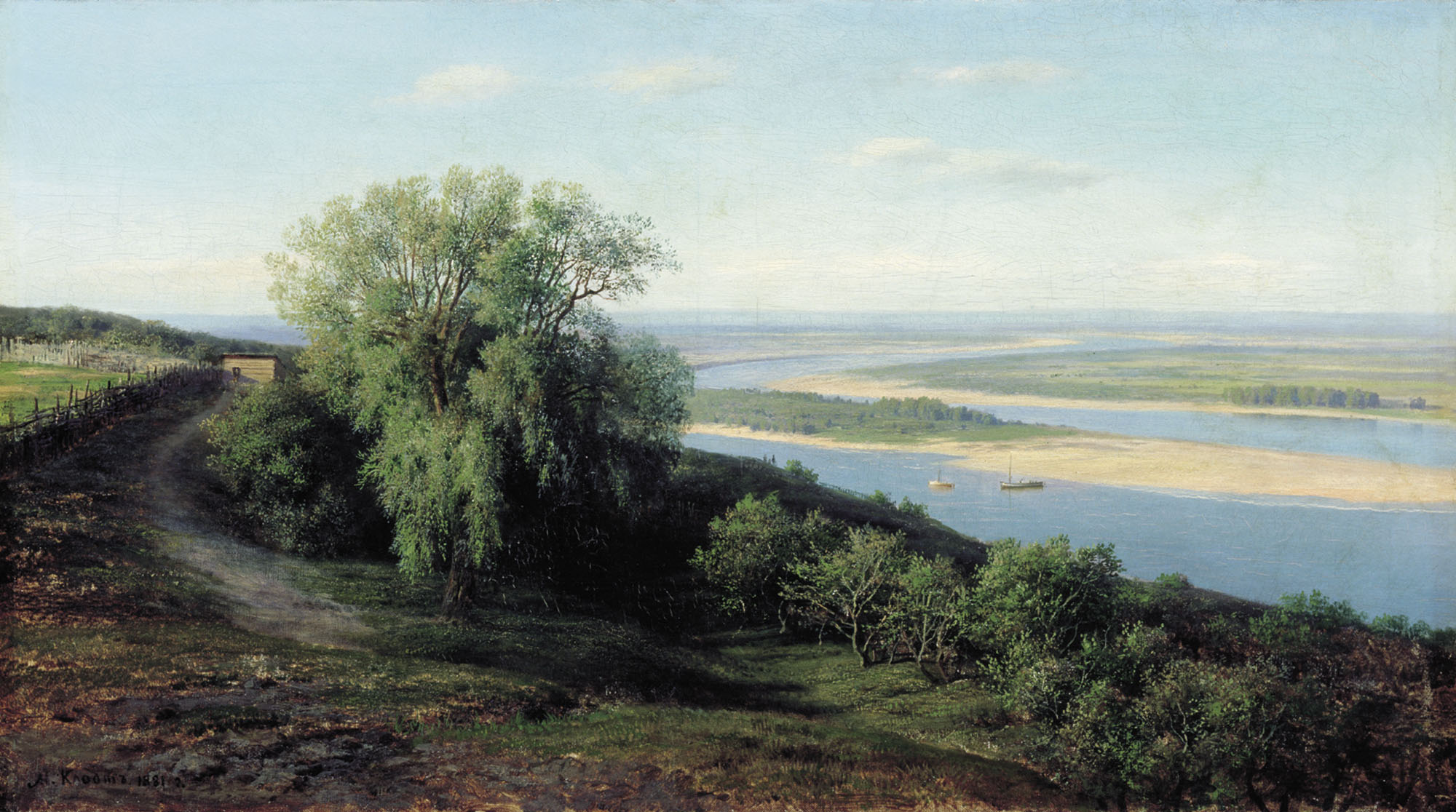
Wolga unweit von Simbirsk, 1881